# Pétrel des Kermadec
Pterodroma neglecta
Espèce
Statut de conservation UICN

 LC  : Préoccupation mineure

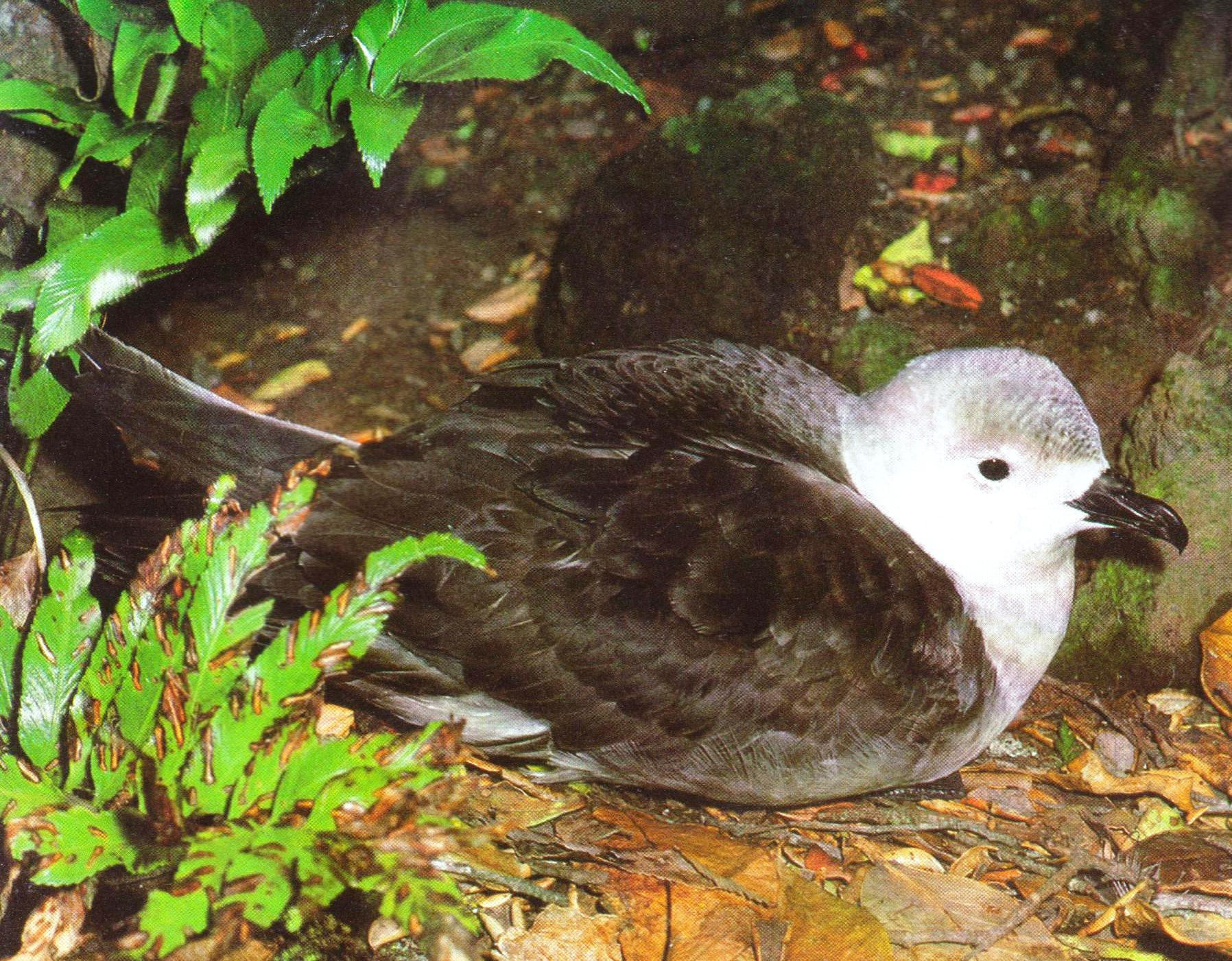
Adulte.

Le Pétrel des Kermadec (Pterodroma neglecta) est une espèce d'oiseaux de la famille des Procellariidae.

## Répartition
Cette espèce vit en Australie, au Chili, au Japon, au Mexique, aux États fédérés de Micronésie, en Nouvelle-Zélande, sur l'île Norfolk, aux îles Pitcairn et aux États-Unis.